# Gare de Rue
Gare de Rue vasútállomás Franciaországban, Rue településen.

## Vasútvonalak
Az állomást az alábbi vasútvonalak érintik:
- Longueau–Boulogne-vasútvonal

## Kapcsolódó állomások
A vasútállomáshoz az alábbi állomások vannak a legközelebb:
- Gare de Rang-du-Fliers - Verton
- Gare de Noyelles